# 8881 Пряльник
8881 Пряльник (8881 Prialnik) — астероїд головного поясу, відкритий 19 березня 1993 року.
Тіссеранів параметр щодо Юпітера — 3,349.